# 座堂广场 (直布罗陀)

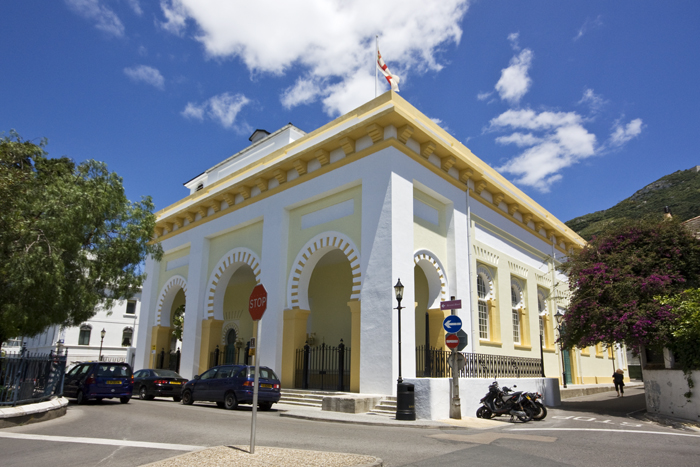
座堂广场上的圣三一座堂

座堂广场（Cathedral Square），是直布罗陀市中心的一个广场。直布罗陀圣三一座堂位于广场东端。该广场的其他建筑有直布罗陀旅游局大楼（肯特公爵大楼）、布里斯托旅馆 、以及有9个加农炮的防御墙等。